# Kharmandeh
Kharmandeh (persiska: خرمن ده, خرمنده) är en ort i Iran.   Den ligger i provinsen Kerman, i den sydöstra delen av landet, 800 km sydost om huvudstaden Teheran. Kharmandeh ligger 2 540 meter över havet och antalet invånare är 617.
Terrängen runt Kharmandeh är kuperad åt sydost, men åt nordväst är den platt. Kharmandeh ligger nere i en dal.Runt Kharmandeh är det glesbefolkat, med 12 invånare per kvadratkilometer. Närmaste större samhälle är Bāb Zeytūn, 19,2 km väster om Kharmandeh. Omgivningarna runt Kharmandeh är i huvudsak ett öppet busklandskap.